# كاتي جورج
كاتي جورج (7 أبريل 1999 في المملكة المتحدة - ) (بالإنجليزية: Katie George)‏ هي لاعبة كريكت بريطانية.

## وصلات خارجية
- كاتي جورج على موقع إي آس بي آن كريك إنفو (الإنجليزية)